# Passivhaus oh 123
Das Passivhaus oh 123 ist ein Wohnhaus in Thalgau, Land Salzburg, und eines der ersten prämierten Passivhäuser des Landes.

## Lage und Architektur
Das Wohnhaus steht am südwestlichen Ortsrand von Thalgau, in einer Kleinsiedlung direkt an der Fuschlerache. Es stammt vom Thalgauer Architekten Simon Speigner, einem Vertreter des Nachhaltigen Bauens Österreichs, der dort auch wohnte und arbeitete. Es zeichnet sich neben Bautechnik auch durch eine repräsentative moderne Architektur aus.
Es ist als Mehrfamilienhaus mit drei Wohneinheiten ausgeführt, wobei zwei doppelgeschoßige Randbaukörper und ein zurückversetzter Mitteltrakt mit einem darüberliegenden Querriegel und gemeinsamen Windfang verbunden sind. Die drei Wohnungen befinden sich jeweils in einem Stockwerk. Außerdem ist ein kleiner, halböffentlicher Innenhof vorhanden, sowie zwei Dachterrassen auf den Flügelbauten und ein Balkon über dem mittleren Gebäudeteil. Die mittlere Wohneinheit hat 50 m², die beiden seitlichen ca. 140 m² Fläche.
Die Basis ist holzverschindelt, die Südseite teils großzügig verglast, besonders am Quertrakt mit fassadenintegrierten thermischen Kollektoren und Photovoltaikanlage ausgestattet, und sonst mit Nirostaverblechung geschlossen. Die Innenwände sind lehmverputzt.
Integriert ist haustechnisch netzgekoppelte Photovoltaik, autonome Warmwasserbereitung, Regenwassersammlung für Brauchwasser, automatische Wohnraumlüftung mit Wärmerückgewinnung, Luftansaugung über Erdkollektoren (Frischluftvorwärmung im Winter, kältetechnikfreie Kühlung im Sommer), und ähnliche Standards der Niedrigenergietechnik. Durch die baulich getrennten Wohnungen werden die vom Passivhaus-Institut Darmstadt geforderten Grenzwerte für Passivhäuser leicht überschritten, im der Gebäudeform angepassten österreichischen Standard klima:aktiv erreicht es A++.

## Politische Wirkung
Das Haus war seinerzeit in der Gemeinde umstritten und galt – es kehrt Thalgau seine wie bei vielen Energiesparhäusern wenig attraktive Nordseite zu – als das „häßlichste Haus der Orts“.
2003 erhielt es den Salzburger Landesenergiepreis, 2006 auch den Publikumspreis zum Holzbaupreis Rosenheim.
Schon 2004 erstellte aber dann auch die Gemeinde ein Energieleitbild, in dem etwa auch die Schaffung von Vorrangflächen für solares Bauen bzw. Niedrigenenergie- und Passivhäuser vorgesehen war.
Seit 2005 nimmt Thalgau am e5 – Programm für energieeffiziente Gemeinden, dem kommunalen österreichischen Klimaschutzprogramm teil, und ist seit 2009 mit dem European Energy Award ausgezeichnet.